# Джонс, Кертис (футболист)
Кертис Джулиан Джонс (англ. Curtis Julian Jones; род. 30 января 2001, Ливерпуль, Северо-Западная Англия) — английский футболист, полузащитник клуба «Ливерпуль» и сборной Англии.

## Клубная карьера
Выросший в центре Ливерпуля, Джонс начал играть за одноимённый клуб в 8 лет. После дебюта в U23 в январе 2018 года, Джонс 1 февраля 2018 года подписал свой первый профессиональный контракт.
Он был вызван в основной состав «Ливерпуля» на матч Премьер-лиги против «Эвертона» 7 апреля 2018 года. Джонс был включен в число запасных футболистов и не появился на поле.
Джонс много играл за «Ливерпуль» во предсезонной подготовки летом 2018 года. Главный тренер «Ливерпуля» Юрген Клопп высоко оценил его подвижность и навыки дриблинга.
Джонс дебютировал за основную команду 7 января 2019 года в третьем раунде Кубка Англии против «Вулверхэмптона». Его второй выход на поле за «Ливерпуль» состоялся 25 сентября 2019 года в матче Кубка Английской футбольной лиги против «М. К. Донса», где он был выбран лучшим игроком матча. Затем Джонс забил победный пенальти в серии пенальти против «Арсенала» в Кубке лиги.
В Премьер-лиге он дебютировал 7 декабря 2019 года, заменив Эндрю Робертсона на 76 минуте в игре против Борнмута.
5 января 2020 года Джонс был частью команды «Ливерпуля», состоящей из подростков и резервов, которые победили «Эвертон» со счетом 1-0 в Кубке Англии на «Энфилде», а Джонс забил победный гол — свой первый гол за клуб. Он забил в 18 лет и 340 дней, став самым молодым бомбардиром в Мерсисайдском дерби с тех пор, как Робби Фаулер забил за «Ливерпуль» в 1994 году. 5 июля 2020 забил свой первый гол в Английской премьер-лиге в ворота бирмингемской «Астон Виллы».

## Карьера в сборной
Джонс выступал за сборные Англии до 16, до 17, до 18, до 19 лет и до 21 года.
21 мая 2024 года был включён в предварительный состав главной сборной Англии, составленный Гаретом Саутгейтом из 33 игроков, которые могут принять участие на Евро-2024.

## Статистика за карьеру
| Клуб                 | Сезон            | Лига             | Лига | Лига | Кубок ФА | Кубок ФА | Кубок лиги | Кубок лиги | Еврокубки | Еврокубки | Другие | Другие | Итого | Итого |
| Клуб                 | Сезон            | Дивизион         | Игры | Голы | Игры     | Голы     | Игры       | Голы       | Игры      | Голы      | Игры   | Голы   | Игры  | Голы  |
| -------------------- | ---------------- | ---------------- | ---- | ---- | -------- | -------- | ---------- | ---------- | --------- | --------- | ------ | ------ | ----- | ----- |
| Ливерпуль            | 2018/19          | Премьер-лига     | 0    | 0    | 1        | 0        | 0          | 0          | 0         | 0         | —      | —      | 1     | 0     |
| Ливерпуль            | 2019/2020        | Премьер-лига     | 6    | 1    | 4        | 2        | 2          | 0          | 0         | 0         | 0      | 0      | 12    | 3     |
| Ливерпуль            | 2020/21          | Премьер-лига     | 24   | 1    | 2        | 0        | 2          | 2          | 5         | 1         | 1      | 0      | 34    | 4     |
| Ливерпуль            | 2021/22          | Премьер-лига     | 15   | 1    | 4        | 0        | 4          | 0          | 4         | 0         | —      | —      | 27    | 1     |
| Ливерпуль            | 2022/23          | Премьер-лига     | 18   | 3    | 2        | 0        | 0          | 0          | 2         | 0         | 1      | 0      | 23    | 3     |
| Ливерпуль            | итого            | итого            | 63   | 6    | 13       | 2        | 8          | 2          | 11        | 1         | 2      | 0      | 97    | 11    |
| Ливерпуль до 21 года | 2019/20          | —                | —    | —    | —        | —        | —          | —          | —         | —         | 1      | 0      | 1     | 0     |
| Всего за карьеру     | Всего за карьеру | Всего за карьеру | 63   | 6    | 13       | 2        | 8          | 2          | 11        | 1         | 3      | 0      | 98    | 11    |

1. 1 2 3  Игры в Лиге чемпионов УЕФА
2. 1 2  Игра в Суперкубке Англии
3. ↑  Игра в EFL Trophy

## Достижения

### Командные
«Ливерпуль»
- Чемпион Англии (2): 2019/20, 2024/25
- Обладатель Кубка Англии: 2021/22
- Обладатель Суперкубка Англии: 2022
- Обладатель Кубка Футбольной лиги (2): 2021/22, 2023/24
- Обладатель Клубного чемпионата мира: 2019[20]

### Индивидуальные
- Лучший игрок турнира UAE Sports Chain Cup: 2019[21]